# 拉梅门
44°30′09″N 11°20′00″E / 44.50237°N 11.33329°E
拉梅门（Porta delle Lame，Porta Lame）是意大利城市博洛尼亚昔日城墙上的一个城门，位于拉梅街尽头，与扎纳尔迪街及环形大道交汇处。

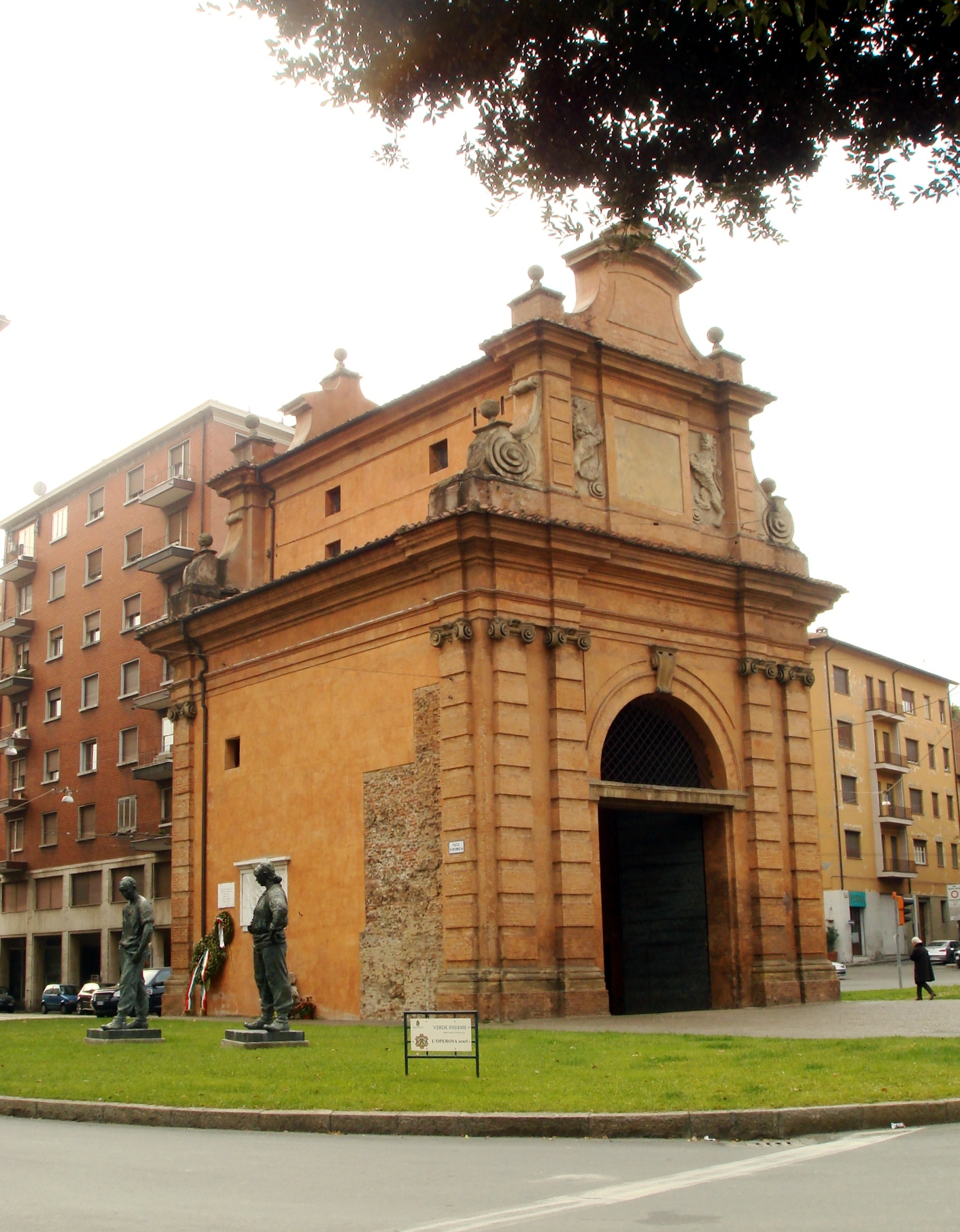
拉梅门

## 历史
拉梅门建于1334年，曾有2个吊桥，分别用于车行与人行。该门于1677年由建筑师阿戈斯蒂诺Barelli重建为巴洛克风格。城门周围的青铜雕像描绘1944年11月7日在此战斗的游击队。最近的一次修复是在2007-2009年。